# 592 Bathseba
592 Bathseba eller 1906 TS är en asteroid i huvudbältet, som upptäcktes 18 mars 1906 av den tyske astronomen Max Wolf i Heidelberg. Den är uppkallad efter Batseba i gamla testamentet.
Asteroiden har en diameter på ungefär 43 kilometer.